# Erkel Ferenc
Erkel Ferenc (Németgyula, 1810. november 7.– Budapest, 1893. június 15.) magyar zeneszerző, karmester, zongoraművész és sakkmester, a Pesti Sakk-kör első elnöke. Pályáját zongoraművészként és zenepedagógusként kezdte, de alkalmilag vezényelt is, és a zeneszerzéssel is megpróbálkozott. Pesten 1834-ben mutatkozott be, majd a következő esztendőben véglegesen ott telepedett le. Két éven át a Pesti Városi Német Színháznál, valamint a Budai Magyar Színjátszó Körnél dolgozott karnagyként. 1837-ben a Pesti Magyar Színházhoz, a későbbi Nemzeti Színházhoz került előbb ügyelői, majd első karmesteri minőségben. Itt mintegy három évtizeden át munkálkodott. 1840-ben írta meg első operáját, a Bátori Máriát. A szövegkönyv szerzője Egressy Béni, aki ezután egészen haláláig (1851) segítőtársa volt operaszerzői munkájában. 1844-ben megnyerte a Kölcsey Himnuszának megzenésítésére hirdetett pályázatot. Az 1848–49-es forradalom és szabadságharc után a főváros hangversenyéletének fellendítésén fáradozott. Vezetésével alakult meg 1853-ban a Filharmóniai Társaság, amelyet számtalan esetben vezényelt. Bánk bán című operáját, amely egyben pályájának csúcsát is jelentette, 1861-ben mutatták be. Közreműködött a Zeneakadémia megalakításánál (1875), amelynek ezután tíz éven át igazgatója és zongoratanára volt. Az 1884-ben megnyíló operaház főzeneigazgatója lett. Erkel nevéhez fűződik a magyar nemzeti opera megteremtése. Nyugati, elsősorban olasz és francia operai mintákra támaszkodva, a 19. századi magyar verbunkos zenének átélésével, kifejezési lehetőségeinek finomításával és kiszélesítésével sikerült viszonylag egységes nemzeti operanyelvet kialakítania. Mint karmester és szervező egyéniség rendkívül sokat tett a főváros zenei életének felvirágoztatása érdekében. Neves sakkozó volt, az 1864-ben alakult Pesti Sakk-kör egyik alapítója volt. Születésnapja, november 7. a magyar opera napja.

## Élete és munkássága

### Származása

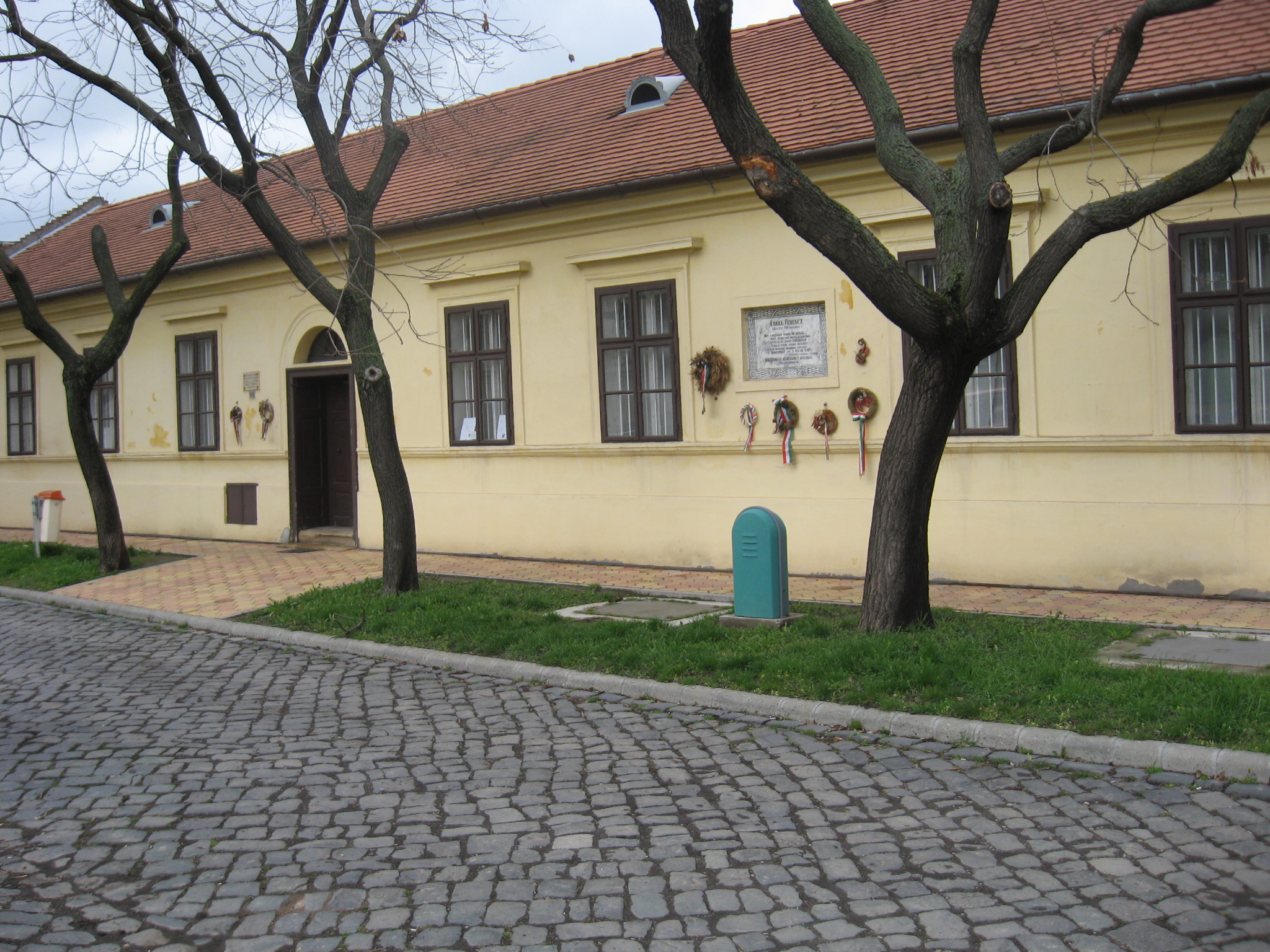
Erkel Ferenc szülőháza Gyulán

Erkel Ferenc családjának eredetéről több feltevés is létezik. Belaagh Aladár szerint a család holland származású. Ez a legenda a családban is erősen tartotta magát, ugyanis egy 1711-ben keltezett pápai indexben szerepelt J.C. van Erkel németalföldi hitvitázó könyve. Egy másik elmélet szerint Erkelék a felső-badeni Freiburg városából származtak volna, ugyanis ott már 1565-ben előfordul az Örgckelin – másként Erkelin – név, mely a későbbiekben Ergele és Ergel alakká változott. A legvalószínűbb azonban, hogy Erkel közvetlen felmenői pozsonyi katolikus németek voltak. Kemény Lajos (1933) szerint már a 15. század telekkönyveiben felbukkan az Erkel név. A név valószínűleg a szőlőszedő edény közép-felnémet Ergel elnevezéséből alakult Erkellé.

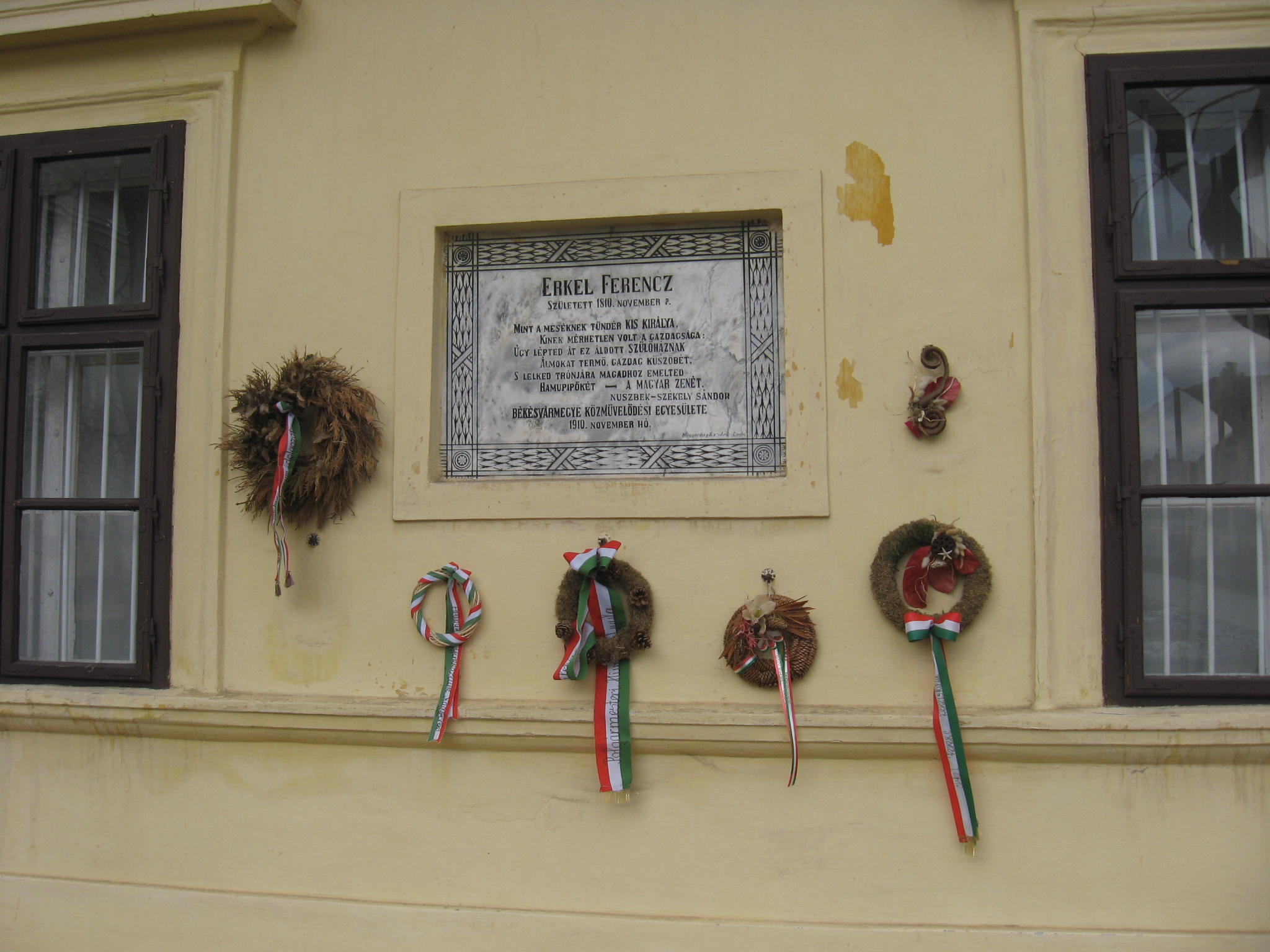
Emléktábla Erkel Ferenc szülőházán

Erkel Ferenc dédapja (Erkel Vilmos), nagyapja (Erkel József) és édesapja (ifjabb Erkel József) jól képzett muzsikusok voltak. Az idősebb Erkel József kitűnő zenei felkészültségének híre eljutott Bécsbe is, a gróf Wenckheim családhoz. József gróf halála után a hatalmas családi vagyon megoszlott két fia, József Antal és Ferenc között. Az utóbbinak jutott a hatalmas gyulai birtok, itt tette meg 1806-ban id. Erkel Józsefet gondnoknak. Ez azonban csak ürügy volt, hiszen szándéka az volt, hogy a kastély egy kitűnő muzsikussal gazdagodjék, valamint gyerekeinek megfelelő zenei ismereteket biztosítson. Fia, az ifjabb Erkel József, a német templom közelében lévő, józsefvárosi iskolában szerzett tanítói állást. Két év múlva, amikor anyagi helyzetét kellően szilárdnak érezte, 1808. május 2-án házasságot kötött. Feleségül Ruttkay Ádám uradalmi tiszt leányát, Klára Teréziát (1790–1865) vette. Házasságukból tíz gyermek született: nyolc fiú és két leány. Az elsőszülött leány hároméves korában meghalt, így az utána következő fiú, az 1810. november 7-én született Ferenc a szüleinek legnagyobb gyermeke. Keresztszülei az ifjú grófék voltak, innen ered a Ferenc keresztnév.

### Tanulmányai
Az ifjú Ferenc első tanítója a lengyel emigráns, Czingulszky Simon volt, a második iskolaévtől pedig apja. Első zenei ismereteit apjától és nagyapjától szerezte. Igen korán és gyakran vett részt a felnőttek zenei összejövetelein, kiváltképpen Rosty Albert Békés vármegyei főjegyző zeneestéin. A kis Erkel gyorsan haladt a tanulással. Tízéves korában már néha helyettesítette az apját az orgona padján. Tizenegy esztendős volt, amikor először zongorázott a gyulai közönség előtt.
Gimnáziumi tanulmányait Nagyváradon kezdte el, majd 1822-től 1825-ig a pozsonyi bencéseknél folytatta a tanulást, apja kívánságának megfelelően. Az iskolaváltoztatás egyik oka az lehetett, hogy Erkel két nagynénje a Notre Dame zárdában élt, és így gondoskodhatott a gyermekről. A másik és fontosabb ok pedig az volt, hogy a fiú zenei továbbképzésére a gyulai és a nagyváradi mesterek már kevésbé bizonyultak alkalmasnak. Az ifjú Erkel kiváló zenei nevelőhöz jutott a morvaországi híres komponista, Henrik Klein személyében. Erkel nála lakott pozsonyi tartózkodása idején, neki köszönhetően ismerte meg a nagy bécsi klasszikusok és a kor mestereinek muzsikáját. A pozsonyi opera rendszeres látogatója volt, itt ismerkedett meg az operairodalom nagy klasszikusaival, itt hallotta először a magyar verbunkos ünnepelt virtuóza, Bihari János hegedűjátékát, valamint Liszt Ferenc koncertjét. Pozsonyi diákévei alatt gyakran orgonált a Notre Dame zárda miséin. Tizenhét évesen fejezte be tanulmányait. Tanárától elsajátította a zeneszerzés alapvető ismereteit, közben zongoravirtuózzá fejlődött. Még távozása előtt megírta első művét a Litániát, amely azonban elveszett.

### Kolozsvári évek
Csáky Kálmán meghívására Erkel 1827 végén vagy 1828 elején Kolozsvárra utazott, ahol zongoratanári állást ajánlottak fel számára. Itt ismerkedett meg Heinisch József, osztrák származású muzsikussal, akivel szoros barátságot kötött, illetve Ruzitska Józseffel, a bécsi születésű kiváló komponistával, akinek művei ösztönzően hatottak Erkel zenei fejlődésére. A kolozsvári barátok közül a legjelentősebb azonban az utolsó erdélyi polihisztor, Brassai Sámuel volt, akinek Ruzitska volt a zenei oktatója. Ő volt az, akinek sikerült a polgári zenekultúrát a főúri házak zárt világú zenekultuszának magas színvonalára emelnie, ugyanakkor szavai döntő erősséggel bírtak a városban kirobbant zenei vitákban. Brassai hatására írta meg Erkel Magyar ábránd című zongoraművét, amelyet több hangversenyen elő is adott, és Brassai volt az, aki ösztönözte az ifjú zeneszerzőt a magyar nép dalainak tüzetesebb megismerésére, és azoknak az instrumentális zenében való bátor felhasználására. Erkel kolozsvári sikerei arra buzdították a nagyváradi zenebarátokat, hogy meghívják hangversenyezni városukba. Rövid nagyváradi tartózkodása alatt ismerkedett meg az akkor még kiskorú Ábrányi Kornéllal, akinek zeneoktatója volt. A korabeli beszámolók szerint hangversenyei nagy sikernek örvendtek, de a Magyar ábrándon kívül egyetlen műve sem maradt fenn ebből a korai alkotói korszakából. Visszatérve Kolozsvárra, a hangversenyzenekar karnagyának nevezték ki, valamint Ábrányi kései feljegyzései szerint részt vett az opera munkájában is, habár erre nincs bizonyíték. 1834-ben Stainlein-Saalenstein grófné meghívta Szemerédre zenemesternek. Kolozsvártól egy hangversennyel búcsúzott. Szemerédre tartva rövid megállót tartott Pesten, ahol a Nemzeti Kaszinóban adott hangversenyt. Erkel szemerédi udvari zenetanítói munkásságáról nem maradtak fenn adatok, tény azonban, hogy 1835-ben felköltözött a fővárosba, ahol a Budai Magyar Színjátszó Kör karmestere lett. Igen rövid idő alatt a pest-budai zenei élet legfoglalkoztatottabb vezető zenei egyénisége lett. A Honművész és a Honderű szinte mindegyik száma említést tett valamely zongorakoncertjéről.
Ő maga kolozsvári éveiről így nyilatkozott: „Ami vagyok, azt mind Kolozsváron töltött éveimnek köszönhetem. Ott műveltem ki magam zongoraművésznek, ott tanultam legtöbbet, ott lelkesítettek, ott kötötték lelkemre a magyar zene felvirágoztatásának ügyét, és ott telt meg szívem a szebbnél szebb magyar-székely népdalok árjával, melyektől nem tudtam többé szabadulni, s nem is nyugodtam meg addig, míg ki nem öntöttem lelkemből, amit már akkor éreztem, hogy ki kell öntenem.”

### Fővárosi bemutatkozása

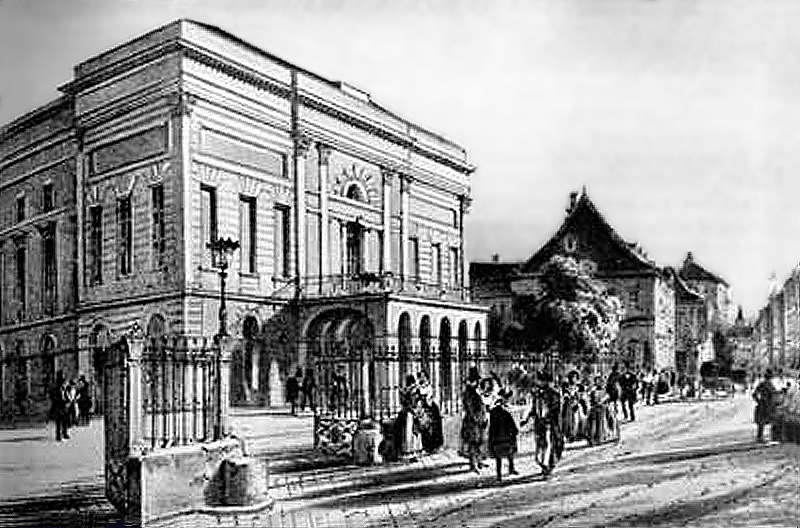
A Pesti Magyar Színház épülete, 1837-ben

Várszínházi szerződésével Erkel tagja lett egy közösségnek, melynek célkitűzése a magyar nyelv, a magyar színművészet és a magyar zene ápolása volt. Művésztársai a kor legjelesebb színészei voltak. Ekkor a magyar drámairodalom fellendülőben volt ugyan, de a zenés műfajt továbbra is a bécsi mintájú daljátékok és balettelőadások uralták, amelyek megfelelő zenekar hiányában nem arattak nagy sikereket. Erkel karmesterként való szerződtetése Simontsits János játékszíni igazgató ötlete volt.
Bemutatkozó előadására 1835. április 11-én került sor: Rossini A sevillai borbély című operáját vezényelte. Noha korábban Kolozsváron is vezényelt már operát, ezt az időpontot tekintik Erkel karmesteri működése kiindulópontjának. Az előadások sikeréhez természetesen hozzájárult Déryné Széppataki Róza is, valamint Lendvay Márton tenorista. Az előadások sikerességét azonban beárnyékolta az, hogy a színház nehezen megközelíthető volt, ezért nem sikerült minden este telt házzal játszani. A heti négy előadás, valamint az egyre sűrűsödő bemutatók ellenére sem sikerült elegendő közönséget vonzaniuk, emiatt a várszínházi vállalkozás (amelyet 1833-ban alapított Megyeri Károly) hamarosan csődbe jutott. Erkelt ekkor a Pesti Városi Német Színház igazgatója, Alexander Schmidt kereste fel és ajánlott neki karmesteri állást. Erkel nem szívesen lett karmester a német színházban, mint azt Ábrányinak írta, ellene szólt a nemzeti érzülete, viszont művészi ambíciói teljesülésében járható utat jelentett. Német színházi működése alatt Erkel alaposan megismerte a kor operatermését, különösképpen a bel canto nagyjainak (Rossini, Donizetti, Bellini) műveit. A francia szerzők közül Méhul, Auber és Meyerbeer, a németek közül pedig Mozart, Beethoven és Weber munkáit ismerte meg. Ebben az időszakban írta meg Alpenschuld című dalát, amely valószínűleg egy német színmű betétszáma lehetett. Ugyanakkor Henri Vieuxtemps-pal közösen, annak pesti látogatásakor egy fantáziát is írt Duo brilliant en forme de Fantasie sur des airs hongrois concertant pour piano et violon címmel. Erkel 1837 végéig maradt a pesti Német Színháznál. Közben felépült az új Magyar Színház, melyhez kisebb jövedelemért is átpártolt.
A Pesti Magyar Színház 1837. augusztus 22-én Vörösmarty Árpád ébredése című előjátékával és Eduard von Schenk Belizár című színművével nyitotta meg kapuit. A színház első igazgatója Bajza József volt, a hangászati ügyek igazgatója Mátray Gábor, akinek helyét hamarosan Rosty Albert vette át. Erkel kérte, hogy az ajánlatot tartsák meg 1838 elejére, amikor szerződési kötelezettségei a Német Színháznál lejárnak. Ugyanakkor teljes hatalmat követelt a zenekar, az énekkar és a szólisták felett, valamint évi 1200 forintot, egy jutalomjátékot és esténként két zártszéki jegyet. A kért összeg helyett azonban csak 1000-et kapott, kétszer egyharmad jutalomjátékot és csak egy szabadjegyet esténként. A színházban gigászi munka várt rá: megszervezte a zenekart és az énekkart. A szólisták a várszínházi gárda tagjai közül kerültek ki: Déryné, Lendvay Márton, Szerdahelyi József, Udvarhelyi Miklós és Egressy Béni, valamint a jól képzett Schodelné Klein Rozália. Az első előadás Bellini Az idegen nő című operája volt 1838. január 25-én. Ezt követték Auber Fra Diavolo, valamint Donizetti Szerelmi bájital című darabjai.
1838. március 13-án Bellini Beatrice di Tenda című operája volt műsoron, amikor a fővárosra árvíz zúdult. Ezt a színház is megszenvedte. Az előadások több mint egy hónapig szüneteltek, a színészek és zenészek egy időre a színházba szorultak. A prózai részleg vígjátékokkal indított, Erkel pedig úgy döntött, hogy Ruzitska József Béla futását viszi színre. A Heinisch által átdolgozott darabot a közönség azonban hidegen fogadta. Hasonló sorsa jutott Bartay Endre Csel című műve és Szerdahelyi József Tündérlak Magyarhonban című darabja is.
Magánéletében változás állt be. Megismerkedett a kiválóan zongorázó Adler Adéllel, akit 1839. augusztus 19-én feleségül vett. Ezáltal veje lett a Budavári Koronázó Főtemplom illusztris karnagyának, Adler Györgynek. Nászútra Gyulára mentek, ahol egy közös hangversenyt is adtak a megyében létesülő kórház megsegítésére.

### ABátori MáriátólaHimnuszig
Visszatérve a fővárosba rengeteg munkája mellett keveset komponált. Ekkor szerezte az Albumblatt című zongorafantáziáját az erdélyi Rákóczy-dal témájára. A csellóra és zongorára írt variáció-sorozatát Joseph Menterrel közösen mutatta be 1839 áprilisában.
Ekkor már kezében volt Egressy Béni librettója, a Bátori Mária. A szövegkönyv közismert témát dolgoz fel, mely Inez de Castro és Agnes Bernauer címen számos operaverzióban megszólalt. Magyar környezetbe Dugonics András szomorújátéka helyezte 1795-ben. Egressy a színművet két felvonásra redukálta, jeleneteket vont össze és hagyott el, és az eredeti prózát verseléssel cserélte fel. A következő esztendőt Erkel a komponálásnak szentelte. A premierre 1840. augusztus 8-án került sor és nagy közönségsikert hozott. A darabot Erkel később tovább csiszolta, új tenoráriát és nyitányt is írt hozzá. A pesti magyar sajtó mellett a német is kedvezően üdvözölte az operát, kiemelve eredetiségét, valamint a nemzeti dallamokban való gazdagságát.
Erkel vezetése alatt a színház színvonala fokozatosan emelkedett. Szigorúsága és következetes nevelő munkája együttest kovácsolt a sokfelé húzó, különféle akaratú művésztársaságból. A játékrend magasabb igényű művekkel gazdagodott. Megszólaltak Cherubini, Méhul, Auber, Meyerbeer, Bellini operái, valamint Donizetti művei.
Operai munkássága mellett Erkel fáradhatatlanul hangversenyezett. Bekapcsolódott az 1836-ban alakult Pest-Budai Hangászegyesület munkájába is. 1840. november 1-jén vezényelt először az egyesület nevében, mégpedig Romberg A mennyei karok összhangja című kantátáját. 1841. május 31-én Mendelssohn Paulus című oratóriumát dirigálta a Nemzeti Színházban, a Vakok Intézete javára. Ugyanezen év november 1-jén egy hangversenyen a Bátori Máriából vezényelt részleteket. Zeneszerzőként csak apró munkákkal jelentkezett. Remekműve az Emlékül Liszt Ferencre című műve, amely a Rákóczi-nóta zongorára írt változata. 1841. szeptember 6-án a Nemzeti Színház, Erkel kísérőzenéjével, bemutatta a később tragikus véget ért Teleki László Kegyenc című szomorújátékát. 1842 elején a Der Ungar című lap egy új Erkel-műről adott hírt, melyet a zeneszerző Eötvös József szövegére komponált. Ez a műve azonban elveszett. Erkelnek hála az operaelőadások egyre több nézőt hódítottak el a Német Színháztól, azonban a bécsi külvárosi komédia (bohózat) még mindig nagy tömeget vonzott az utóbbiba. Bartay Endre, a színház igazgatója ekkor úgy döntött, hogy pályázatot hirdet a magyar népéletből merített, „minden aljasságtól mentes, jó irányú színmű” megírására. A díjnyertes pályamű Szigligeti Ede Szökött katonája volt. Ebből a műből nőtte ki magát a zenés színpadon mintegy félévszázadon át uralkodó népszínmű, amely a bécsi könnyű műfaj hathatós magyar ellenfelévé vált.
1843-ban Bartay újabb pályázatot hirdetett, ezúttal Vörösmarty Mihály versének, a Szózatnak a megzenésítésére. A zsűriben Erkel is részt vett, ezért nem pályázhatott, de a költeményt ő is megzenésítette. A győztes Egressy Béni lett, akinek dala 1843. május 30-án csendült fel a Nemzeti Színházban. A díjnyertes Szózat mellett Erkel műve is felcsendült, melyet a kritika hamisan patetikusnak, erőltetetten magyartalannak és túlzottan is német szelleműnek bélyegzett meg.
1842. július 7-én született meg Erkel első fia, Gyula, majd 1843. november 2-án a második, Elek. 1843-ban Wagner József Brassainak ajánlva kiadta új zongoraművét, Hunyadi László hattyúdala címmel, ez Brassain keresztül eljutott Erkelhez. Ezt követően megismerte Tóth Lőrinc Két László című drámáját. A téma úgy megragadta, hogy megbízta Egressyt a színmű librettóvá alakításával. A Hunyadi László bemutató előadására 1844. január 27-én került sor. A darabot a kritika vegyes érzelmekkel fogadta, a közönség soraiban azonban sikert aratott. A Hunyadi Lászlóval Erkel európai rangra emelte a magyar nemzeti operát. Erkel nemzetközi elismerésének Bécs állta útját, ami nyílt nemzeti politikai színvallásának volt betudható. Az operát 1856-ban az osztrák fővárosban is színre vitték, kevés sikerrel. Magyarországon a mű sikere azonban töretlen volt, ezt bizonyítja az a tény is, hogy az Operaház megnyitásáig 238-szor került színre a Nemzeti Színházban.
A Hunyadi László bemutatója után Erkel egy sor népszínmű-zenét komponált. Ezekben felhasznált, átdolgozott és hangszerelt magyar népdalokat is. Elsőként egy dalt írt Neÿ Ferenc A kalandor című népszínművéhez, ezt követte Szigligeti öt színművéhez írt muzsikája (Két pisztoly, A zsidó, Debreceni rüpő muzsikája, A rab és Egy szekrény rejtelme). 1844-ben a színház hangszereléssel is megbízta. Kovács Pál Nemesek hadnagya című drámájához Jankó Mihály írta a kísérőzenét, de Erkel hangszerelte.
Ebben az esztendőben avatták orvossá Rezső öccsét, aki 1845-ig, Gyulára való visszatéréséig a színház orvosa volt. Bartay igazgató május 18. és 26. között Pozsonyban vendégszerepelt a társulattal. Erkel mindkét operája hatalmas sikert aratott.
A pályázati felhívást aláíró Bartay Endre egyike volt a reformkori magyar művelődés nagy hatású mindeneseinek: működött mint zeneszerző, zenetanár, népdalkiadó, tankönyvíró. A Szózat megzenésítésére kiírt pályázat sikerén felbuzdulva pályázatot hirdetett Kölcsey Ferenc Himnuszának megzenésítésére is. Erkel művének születésébe a fiatal Gárdonyi Géza interjúja az idős zeneszerzővel nyújt betekintést. E cikk szerint Erkel nem is gondolt rá, hogy zenét írjon Kölcsey soraira; a határidő letelte előtti napon azonban Bartay bezárta a színház egyik zongorás szobájába, tollat, tintát, kottapapírt adott neki és figyelmeztette, hogy addig nem engedi ki, míg meg nem írja a Himnuszt. A történet tetszetős, de a tényekkel szembesítve elveszíti valóságtartalmát. Először is: a pályázatra készült munkákat, benyújtásuk időrendjében, sorszámmal látták el. Erkel műve az egyes sorszámot kapta, eszerint nem az utolsó pillanatban készült el, hanem éppenséggel legelsőnek. De Erkel pályázási szándékára vallott eleve az a tény, hogy ezúttal nem volt tagja a zsűrinek. Másként elképzelhetetlen lett volna, hogy kedves muzsikusát, színházának első karmesterét, Bartay kihagyja a bírálóbizottságból. A pályázati kiírás 1844. február 29. keltezéssel, március 3-án jelent meg, benyújtási határideje május 1. volt. Erkel Himnusza az említett időhatárok között: 1844 márciusában vagy áprilisában született. A bírálóbizottság 1844. június 15-én hozta meg döntését: a tizennégy beérkezett pályamunka közül Erkel Ferencét nyilvánította győztesnek.
Ugyancsak az 1844-es esztendő termése volt egy capriccio, mely március 30-án, a Concordia elnevezésű új magyar irodalmi társulat hangversenyén csendült fel először. Szintén ebben az évben komponálta a Köri dal-t, melyet Garay János szövegére írt a dalárdamozgalom népszerűsítésére. A sikere tetőpontján álló zeneszerzőt ezüst karmesteri pálcával ajándékozták meg.
Erkel családi életében az 1845-ös esztendő is fontos, Április 9-én megszületett harmadik fia, László.

### Az 1848-as forradalom idején
Erkelre súlyos terheket rótt az 1848-as forradalom. Nem vett ugyan részt a harcokban, de zenéje gyújtó szimbólum volt. A Nemzeti Színház szerepe a ’48-as eseményekben közismert. Március 15-én este a Két anya gyermeke című vígjáték szerepelt a műsoron, de már dél felé kiderült, hogy aznap a közönség csak magyar művet kíván hallani, ezért elővették Katona József Bánk bánját, de az előadást nem tudták végigjátszani, mert a közönség a Rákóczi indulót követelte, a Hunyadi Lászlót és a Himnuszt. Az ezt követő hónapokban kevés operát játszottak, majd miután 1849. január 5-én Windisch-Grätz tábornagy elfoglalta a fővárost, elrendelték semleges mondanivalójú művek színrevitelét. Erkelnek nagy gondot okozott, hogy a színészek és az énekesek nagy része elmenekült. Miután Aulich tábornok április 24-én visszafoglalta Pestet, ismét a Hunyadi László és más nemzeti érzelmű művek kerültek a repertoárra. A hadiszerencse fordultával azonban – miután Haynau tábornok júliusban visszafoglalta a várost – ismét a semleges mondanivalójú művek kerültek elő. Erkel munkáját nehezítette még, hogy a színházban helyet kellett biztosítson a Német Színház társulatának is, amelynek otthona Pest ágyúzásakor leégett. A szabadságharc elbukása után Erkel művei közül csak a népszínmű-zenék maradtak műsoron, „rebellis” operáit nem volt szabad játszani. Erkel azonban ezeket is lassan, óvatosan visszacsempészte a Nemzeti Színház műsorára. Először a Himnusz hangzott el ének- és zenekarral, 1850. március 26-án, a pesti gyermekkórház javára rendezett hangverseny zárószámaként. A várt retorzió elmaradt. A Hunyadi László visszakerülésére Anne La Grange neves francia szoprán vendégjátéka adott alkalmat, aki nagy sikerrel énekelt A sevillai borbélyban és a Lammermori Luciában, de a közönség magyar szerepben kívánta látni.

### A forradalom utáni évek

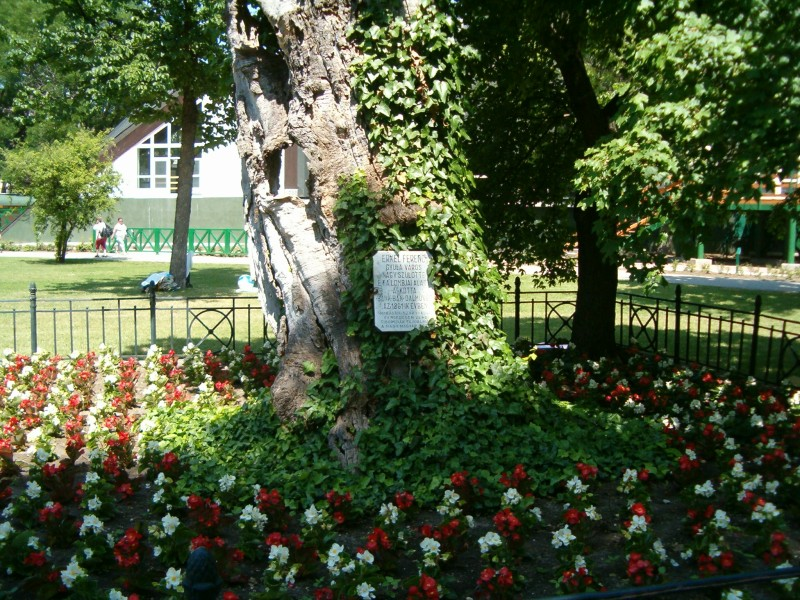
A szájhagyomány szerint Erkel Ferenc a Bánk bán című operáját a „kastélypark árnyas fái alatt” írta. A képen látható fát a Várfürdő régebbi vezetése „jelölte ki” központi elhelyezkedése miatt

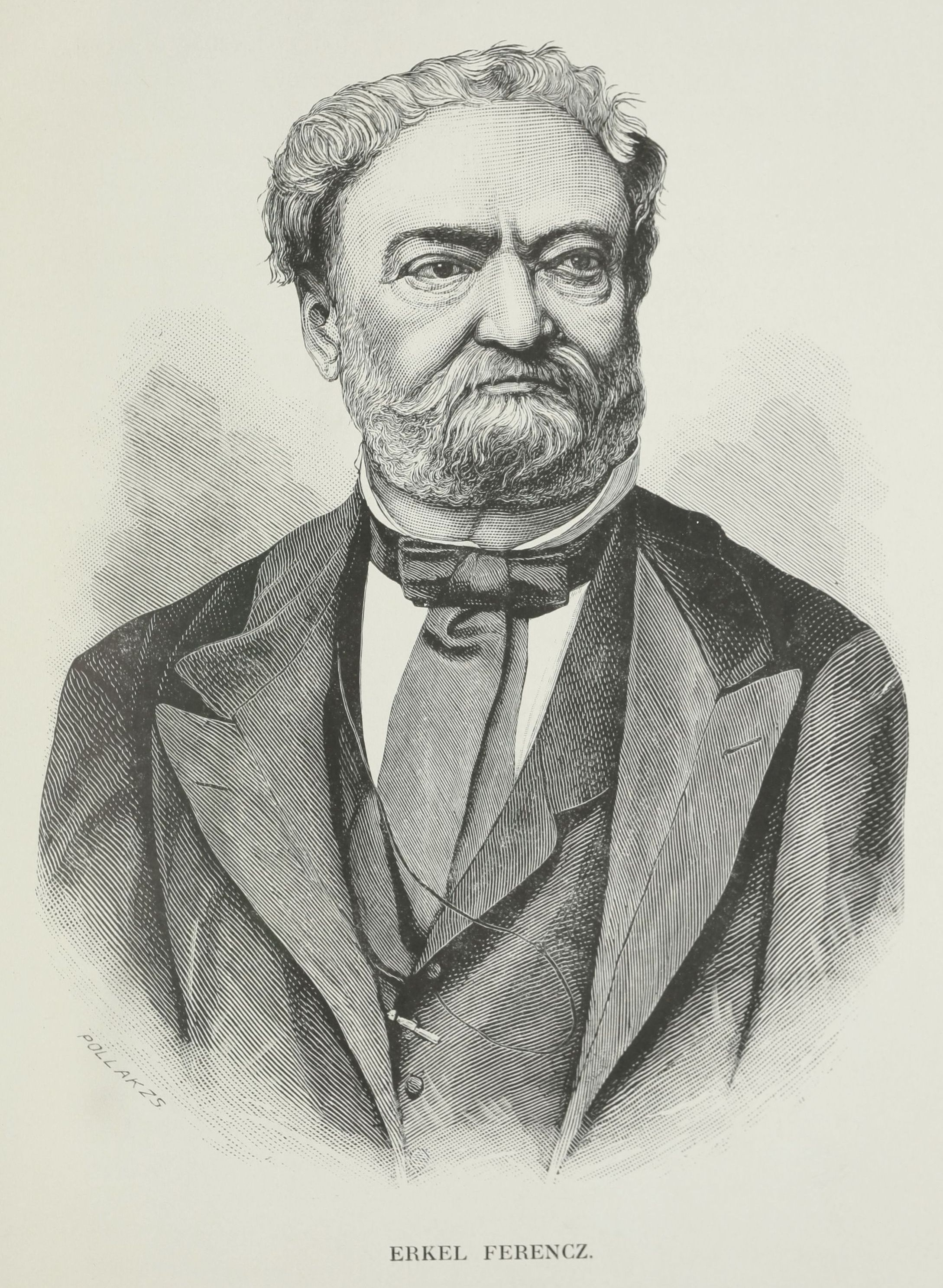
Az 1880-as évek végén, Pollák Zsigmond metszete Ellinger Ede fényképfelvétele alapján

Erkel a Hunyadi óta csak apróbb, jelentéktelen munkákon dolgozott. 1844-ből ismeretes egy zongorára komponált Eredeti magyarja és egy német dal, Auf einer Ungarhaide. 1846-ból egy Kar Ének Pestalozzi Emlékünnepére, 1847 körül Elégia és Le Carneval de Venise, valamint 1848-ból Egressy és Szerdahelyi Nemzeti dalának hangszerelése. A szabadságharc bukása után egy időre elnémult, 1852-ig egy hangot sem vetett papírra. Egy Marche hongroises és egy J. L. Deinhardstein versére komponált néphimnusz az év termése. 1853. február 2-án egy érdekes pantomimja szerepelt a Nemzeti Színház műsorán, a Sakkjáték. Erkel igen ismert és nemzetközileg is nagyra becsült sakkozó volt, egy ideig a Pesti Sakk-kör elnöke. Degré Alajos Salvator Rosa című színművének kísérőzenéjét 1855-ben komponálta.
Ettől kezdve a lassan dolgozó mester rendszeresen alkalmazott segítőtársakat munkáiban: kezdetben a Doppler-fivéreket (Doppler Károly és Doppler Ferenc), majd kiváló zenei tehetséggel rendelkező fiait. Már következő művében, az Erzsébet című opera második felvonásában kimutatható a „zeneszerző-műhely” ténye. Ez egy ünnepi díszmű volt, alkalmi kompozíció, Ferenc József és Erzsébet királyné magyarországi látogatásának tiszteletére. A munkával lassan haladó Erkel a nyitányt és az első felvonást Doppler Ferenccel, a harmadik felvonást Doppler Károllyal íratta meg, és ő maga vállalta a második felvonást. A darabot, amely magyarországi Szent Erzsébet és IV. Lajos türingiai tartománygróf kapcsolatát meséli el, Czanyuga József öntötte versbe, igen tehetségtelenül, emiatt az opera sem bizonyult maradandó alkotásnak.
Az Erkel család az elmúlt esztendők alatt tovább gyarapodott. Három első fia után (Gyula 1842–1909, Elek 1843–1893, László 1845–1896) megszületett Sándor fia (1846–1900), Mária leánya (1848– ?) (akinek fiú ikertestvére születésükkor meghalt), Lajos fia (1850–1906), Ilka/Ilona leánya (1853–1869), majd az utolsó három fiú: a gyermekkorában elhunyt Oszkár (1855) és Ferenc (1856–1863), valamint István (1858–1923). Gyermekeit a budavári római katolikus egyházközségben keresztelték. A nagy család eltartásának gondja tanításra is kényszerítette, így 1851-ben kénytelen volt elvállalni Albrecht főherceg lányainak zenei nevelését.
A Hunyadi László nagy sikere után lázasan kutatott újabb szövegkönyv után. A lapok Császár Ferenc, Gaal József, Czakó Zsigmond és Jósika Miklós személyét emlegették szerzőtársként, Erkel tetszését azonban egyikük műve sem nyerte el. Hírneve egyre nőtt, túllépte az országhatárt. A kor egyik legnagyobb zongoraművésze, Sigismund Thalberg részt vett a Hunyadi László egyik előadásán és lépéseket tett az opera párizsi előadása érdekében. Ebben fáradozott Petrichevich Horváth Lázár is. 1845-ben Thalberg, 1846-ban Berlioz, 1847-ben Liszt Ferenc, később Hans von Bülow hallgatta meg érdeklődéssel Erkel művét. Berlioz Emlékirataiban kiemelten írt a magyar zeneszerző tehetségéről, a darab finom hangszereléséről.
Liszt Bécsben dirigálta a Hunyadi-nyitányt, és szorgalmazta a teljes opera bécsi és németországi bemutatását. 1856-ban, Weimarban műsorra is tűzte az operát, de az anyag nem érkezett meg. Több külföldi előadás hiúsult meg anyagi okok miatt, ugyanis a sokgyermekes Erkel képtelen volt előteremteni a tetemes másolási költségeket. A párizsi bemutató érdekében az emigrációban élő Szemere Bertalan és felesége, valamint Anne La Grange fáradoztak. A Théâtre des Italiens nem fogadta el az operát, és mire a Théâtre Lyrique hajlandó volt műsorra tűzni, Szemeréék kegyelmet kaptak és hazatértek. A Hunyadi László párizsi előadásának terve ezzel végleg kútba esett.
A zsúfolt pesti lakásból Erkel gyakran Gyulára menekült, sőt 1850-től kezdve a legtöbb nyarát ott töltötte. 1855-ben meghalt Erkel apja, 1859-ben öccse, József. Erkel komorrá, magába zárkózóvá, rideggé és barátságtalanná változott. A zenében még fel tudott oldódni, de munkakedve egyre gyengült. Házassága megromlott, elvált. Felesége 1860-ban Gyulára költözött. Erkel Rezső támogatta, de zongoraleckékkel a tehetséges asszony is igyekezett segíteni magán. Erkel a zenén kívül csak a sakkjátékban lelte örömét – amelyet korántsem műkedvelői szinten művelt. Erkel korának egyik legkiválóbb sakkozója volt. 1859-ben az ő javaslatára akarták létrehozni a mai sakkszövetség elődjét, a Pesti Sakk-kört – de a Bach-korszakban ez akkor lehetetlen volt. A klub csak 1864-től működött és Erkel ettől kezdve haláláig elnöke volt.

### A Filharmóniai Társaság megalapítása
Az 1853-as esztendő fontos állomása a magyar zenei életnek. Erkel egy maroknyi muzsikus élén létre hívta a Filharmóniai Társaságot. A bemutatkozó hangversenyre 1853. november 20-án került sor, kéthavi szervezés és próbamunka után, a Nemzeti Múzeum dísztermében. A műsoron Mozart, Beethoven, Mendelssohn és Meyerbeer művei szerepeltek, Erkel vezényelt. Mivel az elnyomó rendszer nem engedélyezte egyesületek létesítését, de hangversenyek rendezéséhez hozzájárult, a Társulat, csak 1867 augusztusától vált jogi személlyé. Az első hangverseny jelentős erkölcsi és anyagi sikerrel járt. A közönség eleinte szeszélyesen reagált a hangversenyekre. Mámoros lelkesedés és fagyos közöny, zsúfolt nézőtér és szánalmasan kongó üres terem váltogatták egymást az évek folyamán. A közönség tudatos nevelését a Zenészeti Lapok munkatársai kezdték el a hatvanas években.

### Pályájának csúcsán
Tizenhét esztendő telt el a Hunyadi emlékezetes sikere óta. Ez idő alatt Erkel nem alkotott jelentőset. Amikor újra megszólalt, életműve legértékesebb darabjával, a Bánk bánnal lépett a közönség elé. A Bánk bán kétszeresen is kultúrkincs: Katona József történelmi drámájának éppúgy nincs párja a magyar irodalomban, mint Erkel operájának a magyar történelmi dalművek sorában. A mű librettóját Egressy Béni írta, és minden bizonnyal készen volt 1851 első felében, mivel Erkel kedves szövegírója az év júliusában elhunyt. Nem tudni, mikor adta át Erkelnek szöveget, csak azt, hogy az eredeti partitúra bejegyzései szerint a zeneszerző 1860. október 30-án fejezte be az opera hangszerelését.
A Bánk bánt 1861. március 9-én mutatták be, hatalmas sikerrel. A szerző ünneplése felért egy politikai demonstrációval. A korabeli sajtóban számos bírálat jelent meg. Legelmélyültebben Mosonyi Mihály foglalkozott az operával, a Zenészeti Lapok egymást követő két számában. Mosonyi dicsérte a szerencsés témaválasztást, szólt a szerző több éves hallgatásáról, majd részletesen ismertette a Bánk bán cselekményét és zenéjét. Kiemelte a sikerült zenei jellemábrázolásokat és a „mesteri kézre mutató” együtteseket. Kifogásolta azonban a táncbetéteket, „mert oly cselekmények fonalát, minők e mű tartalmát képezik, nem lehet hatásgyöngítés nélkül megszakasztani bármily szemgyönyörködtető tánc végett sem”.
Zenetörténeti szempontból az opera összefoglaló mű: az addigi eredmények sikeres összegzése. A korai magyar operairodalom betetőzése, mely már magában hordozza a zenés népszínmű csíráit. Erkel később is keresi ezt az utat, kerülgeti, de sosem talál rá igazán. A Bánk bán a verbunkost többé túl nem szárnyalható magaslatra emelte: nemcsak a hangszeres fogantatású muzsika sikeres vokalizálásával, hanem a verbunkos formáiból nőtt jelenetek kifejlesztésével is. A hangszerelés jelentős részében segítőtársakat vett igénybe. Erkel Gyula és Sándor, valamint két ismeretlen személy kézírása a hangszerelt oldalak több mint, ötven százalékában kimutatható. Az első felvonás balettbetétje (talán a csárdás kivételével) majdnem biztosan Erkel Sándor műve.
Még a Bánk bán megjelenése előtt arról cikkeztek a pesti lapok, hogy Erkel egy vígoperát szándékszik írni. Erről a vígoperáról nincs adat, de amennyiben ténylegesen foglalkoztatta Erkelt akkor valamilyen vígopera-téma, nagyon valószínű, hogy új dalművébe, a Czanyuga József szövegére írt Saroltába beleilleszthette egykori vígoperájának töredékeit, vagy talán egész jeleneteit. Nehezen elképzelhető, hogy a lassan dolgozó Erkel tizenöt hónappal a Bánk bán után új operával jelentkezzék.
 A Sarolta 1862. június 26-án került először színre. A Hunyadi László és a Bánk bán színvonalához szokott közönség csalódottan hallgatta Erkel új művét. A kritika diplomatikusan adta a közönség tudtára az új opera gyengéit. (Megjegyzendő, hogy Bulyovszky lapja, a Hölgyfutár akkoriban túlságosan is lojális volt az akkori hatalommal, tehát ellenségesen viszonyult a magyar kultúra megnyilvánulásaihoz.) Czanyuga már az Erzsébet esetében is bebizonyította szövegírói tehetségének hiányát, de csak részben volt oka a balsikernek. A darabot átlengő hazafias hang néha szinte karikatúrába hajlik. Nem felel meg a korszellemnek: elvesztette időszerűségét. Az álérzelmes, patetikus hangvétel is siettette az opera elkerülhetetlen bukását. Így a darab – a gondos előkészítés és a parádés szereposztás ellenére – mindössze hat előadást ért meg a Nemzeti Színházban.

### Támadások kereszttüzében

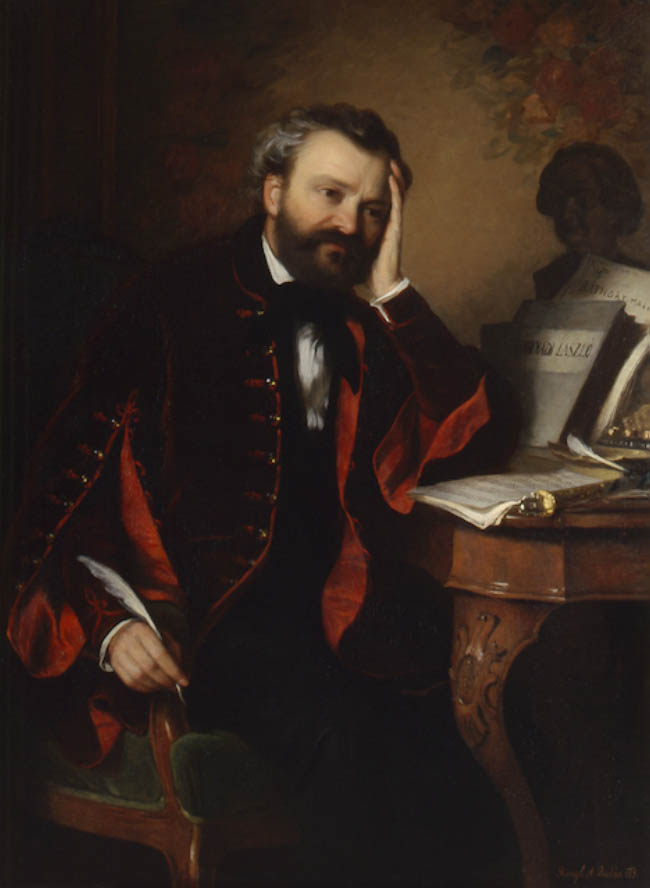
Erkel Ferenc (Györgyi Giergl Alajos festménye, 1850-es évek)

1863-tól kezdve Erkel hosszú időn át heves támadások állandó célpontja volt. Ezek kétirányúak voltak: egyrészt konzervativizmussal vádolták Wagner-ellenes irányvonala miatt (kerülte Wagner műveinek színrevitelét a Nemzeti Színházban), másrészt nepotizmussal, mert tehetséges fiai egyre nagyobb pozíciókat töltöttek be neki köszönhetően a magyar zenei életben. A sajtó is gyakran támadta, mindenekelőtt a Zenészeti Lapok.
A Bánk bán egyértelmű sikere után a Sarolta csalódást keltett. Ez utat nyitott bizonyos érzelmi és kritikai megnyilvánulásoknak is, amelyeknek Erkel tekintélye és népszerűsége mind ez idáig gátat vetett. 1863. február 12-én a Zenészeti Lapokban egy olyan közlemény látott napvilágot, hogy a főurak egy csoportja szívesen kimozdítaná helyéből a nehézkes Erkelt, és a Nemzeti Színház operaigazgatójául Lisztet szeretné megnyerni. Júniusban Hollósy Kornélia miatt marasztalták el Erkelt, mert a Bánk bán egy részlete előadásának engedélyezése és a hangjegyek átengedése fejében 100 forintot vett fel az énekesi pályától már visszavonult, nemrég még nagy hírű énekesnőtől. Ezért a lapok kapzsisággal, anyagiassággal vádolják. A támadások sűrűsödtek, hangjuk egyre személyesebb, gyalázkodóbb lett. Augusztus 17-én meghalt Erkel hétéves kisfia, Ferenc, de a gyász nem zavarta a sajtót.
A mindinkább elfajuló támadások arra késztették a Nemzeti Színház zenekarát, hogy állást foglaljon. Március 1-jén kelt levelükben leszögezték, hogy „sohasem kell ügyesebb és tökéletesebb karnagynak elfoglalni ama helyet, melyen ön több mint századnegyed óta ügyességének számtalan fényes próbáit adá”". Március 23-án megünnepelték 25 éves karmesteri jubileumát. Áprilisban újabb támadó esszé jelent meg a Zenészeti Lapokban Mosonyi Mihály tollából, és hála mindjobban nyüzsgő párthíveiknek, a két muzsikus közti ellentét erősen elmérgesedett. Ebben a légkörben komponálta Erkel új operáját a Dózsa Györgyöt. A nyarat Gyulán töltötte, onnan jelentette Elek fiának, hogy júliusban elkészült az új opera első felvonása. December 18-án a Filharmonikusok hangversenyén a Nemzeti Múzeum termében először csendült fel a zenéje. 1865 januárjában a Filharmóniai Társaság átköltözött új épületükbe, a Vigadóba. Az első hangversenyre, az új teremben 1865. március 25-én került sor; Erkel vezényelt és Magyarországon először csendültek fel Beethoven IX. szimfóniájának hangjai. A Filharmonikusok a hangversenyt a hatalmas sikerre való tekintettel, április 11-én megismételték. A Vigadó bérlői ez alkalomból díszes ezüst karnagyi pálcával ajándékozták meg Erkelt.
Május ismét gyásszal köszöntött a zeneszerzőre: meghalt édesanyja. A nyári hónapokban igen előrehaladt a Dózsa komponálásával, hangszerelésével, de egy nagy jelentőségű eseménysorozat visszaszólította a fővárosba. Pest legrégibb zeneiskolája, a Hangászegyesület (1867-től Nemzeti Zenede, ma Bartók Béla Zeneművészeti és Hangszerészképző Gyakorló Szakgimnázium) alapításának 25 éves évfordulójáról ünnepségsorozattal emlékeztek meg. Az augusztus 15-ei hangversenyen a Dózsa György himnusza és Liszt Szent Erzsébet-legendája hangzott el, mindkettő Erkel gondos betanításában, a szerző vezényletével.
Nagyobb események nélküli, dolgos hónapok következtek ezután. Erkel a Filharmonikusokkal bemutatta Liszt Dante-szimfóniáját, Schumann 3. szimfóniáját, majd Bach, Händel, Beethoven, Liszt és Berlioz számos művét. November 20-án az egyesült dalárdák ünnepi fáklyászenéjét vezényelte az országgyűlés megnyitására érkezett király tiszteletére.
1866. december 1-jén – Erkel kedve ellenére – a Nemzeti Színház bemutatta Wagner Lohengrinjét. Erkel az előadásról tüntetően távol maradt, ám mégsem szabadulhatott a nagy német mester zenéjének hatásától. Az Európa-szerte tomboló Wagner-láz kiszorította az eddig egyeduralkodó olasz és francia szerzők műveit az európai operaszínpadokról. Erkel eklektikus zenéje – a magyar rétegeken kívül – eddig olasz-franciás és régebbi német stílusjegyeket viselt. A Dózsa György partitúrájának lapjain azonban már félreismerhetetlen Wagner művészeti elveinek hatása.
A Zenészeti Lapok 1866. december 9-én jelentette, hogy Erkel Ferenc elkészült új operájával, a Dózsa Györggyel. A Dózsa György 1867. április 6-án került színre a Nemzeti Színházban. A bemutatót heves vita előzte meg: szabad-e ilyen forradalmi hangú operát bemutatni a kiegyezés esztendejében? Erkel tekintélye végül is győzött, de operája, mely mindössze tíz előadást ért el, nem. Az opera nem hozott közönségsikert. A sajtó nagy részletességgel méltatta, boncolgatta. Dicsérte Erkel bátorságát, hogy végre a wagneri útra lépett, és a nagy egész érdekében lemondott az őt annyira jellemző dallamosságról. Ugyanakkor éppen azokat a részleteket magasztalták leginkább, ahol a zene még a bánki melodika talaján jár: Rózsa elbeszélése, végbúcsúja, Dózsa esküje stb. Az énekmondó verseit hosszúnak találták, egyes fordulataiban Mendelssohn hatását vélték felfedezni. Sokallták a recitativókat, és ebben Meyerbeer hatását igyekeztek kimutatni. Általános tetszést aratott a fegyvertánc, és visszatetszést Lőrinc pap faragatlan figurája.
Az „Erkel-műhely” szerepe a Dózsában már sokkal jelentősebb, mint az előző művekben. Az egyedül hitelesnek elfogadható ötfelvonásos, kézírásos partitúra zavaros képet mutat. Rengeteg benne a törlés, betoldás, ragasztás, és igen kevés az eredeti Erkel Ferenc-kézírás. Fiai, Gyula és Sándor minden addiginál fokozottabb mértékben vettek részt apjuk alkotó tevékenységében. Itt már nemcsak hangszerelésről, szólamok részletes kidolgozásáról van szó. A fiúk munkája egyébként sem volt titok, a sajtó eleget írt róluk. Munkájukról vall a fennmaradt családi levelezés, melyből kiderül, hogy a családfő bizony zsarnok volt, és alaposan igénybe vette fiai segítségét.
A Dózsa sikertelen bemutatója után sokan attól tartottak, hogy Erkel kegyvesztett lesz, ámde két hónappal az opera bemutatója után a mester nagy kitüntetésben részesült: elnyerte a Ferenc József-rend lovagkeresztjét.

### A kiegyezés után

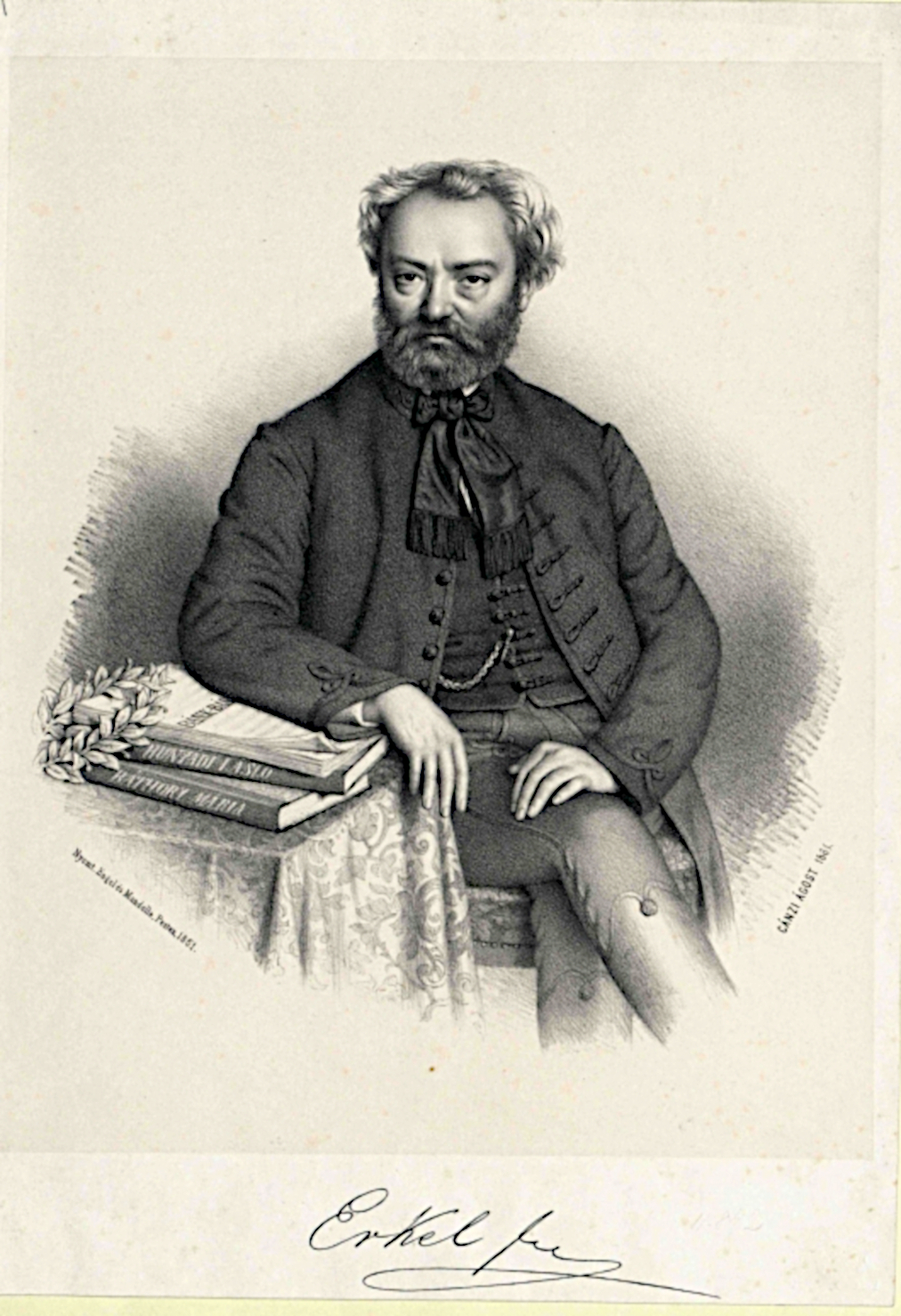
Erkel Ferenc

A kiegyezés esztendeje fellendülést hozott az országos kórusmozgalom terén is. Az Aradon összesereglett dalárdák elhatározták, hogy egy országos szervezetet alapítanak munkájuk összehangolására, érdekeik védelmére. 1868-ban, Debrecenben tartották első közgyűlésüket, itt Erkel felszólította a különböző városokból összegyűlt dalosokat, hogy lépjenek be a most alakuló Országos Magyar Daláregyesületbe. Erkelt országos főkarmesterré választották, neve elválaszthatatlan lett a dalos mozgalomtól. Részt vett számos dalosrendezvényen, fáradhatatlan szerepe volt a szervezésben, nevelésben, betanításban és vezénylésben. 1884-ben, Miskolcon tiszteletbeli országos karnagynak választották meg a munkától már csaknem egészen visszavonult idős mestert.
1869. január 30-án Erkel Ferenc jubileumi díszelőadást vezényelt: huszonöt év telt el a Hunyadi László bemutatója óta. Április 26-án és 30-án a Budapesti Filharmóniai Társaság Zenekara Liszt műveiből összeállított hangversenyeket tartott, Erkel és Liszt vezényletével. Ezeken a hangversenyeken hangzott fel először magyar előadókkal a Koronázási mise. A koronázás alkalmával ugyanis a bécsi udvari templom művészei működtek közre, és a Reményi Edének írt hegedűszólót Hellmesberger játszotta. Akkor az udvari protokoll mélységesen megbántotta Liszt hazafias érzéseit. Most Erkel lehetővé tette a Koronázási mise előadását a Pesti Zenekedvelők Egylete, a Budai Zene- és Énekakadémia kórusa és a Budai Dalárda közreműködésével, a Filharmonikusok zenekarával, sőt a mise vezénylését is átengedte Lisztnek.
Erkel 1871. március 26-án búcsút vett a Filharmónikusoktól. Ez az 1871-es, márciusi hangverseny kivételesen a Magyar Tudományos Akadémia dísztermében zajlott le, és három mester vezényelte a Filharmonikusok kitűnő gárdáját: Volkmann Róbert a III. Richárdhoz írt nyitányát, Liszt a maga 2. Magyar rapszódiáját, Erkel a Dózsa György sátorjelenetét és Schumann 1. (B-dúr) szimfóniáját dirigálta. Ezután a zenekar vezetését átadta Richter Jánosnak, akinek viszonylag rövid működése után Erkel legtehetségesebb karmesterfia, Sándor lépett halhatatlan atyja örökébe.
A Nemzeti Színház vezetésében nagy változást hozott az 1869-es esztendő. Elhunyt Radnótfáy Sámuel igazgató, akinek hétéves munkája nyomán megszilárdult a színház anyagi helyzete, de ugyanakkor megnőtt az idegen befolyás is. Utódai, különösen a pazarló báró Orczy Bódog igazgatása alatt, a helyzet aggasztóan rosszabbodott. 1873-ban a nagy szakmai tekintéllyel és tapasztalattal bíró Szigligeti Edét állították a színház drámai részlegének élére. Az operai ügyek igazgatója Erkel lett. A jól bevált kettős igazgatás mind a két részleget lendületbe hozta, és anyagilag igen sikeres esztendőket eredményezett. Erkel az opera-részleg igazgatójaként még magasabbra emelte az előadások színvonalát, bár ő maga már egyre kevesebbet vezényelt. A győri születésű, de Bécsben, majd Wagner környezetében nevelkedett Richter János látta el a Nemzeti Színház karmesteri teendőinek legjavát.

### ABrankovics György
1873 októberében a Zenészeti Lapok egy új Erkel-operáról cikkeztek, ez volt a Brankovics György. A bemutató, különböző hátráltató okok miatt, mintegy fél évvel megkésett. A komponálás idejéről pontos információk nincsenek, a Zenészeti Lapok szerint már 1871 nyarán, gyulai tartózkodása idején be akarta fejezni. A fennmaradt kéziratos partitúrában dátum nincs. 1874 februárjában a Nemzeti Színház örökös főzeneigazgatójának nevezték ki, de karmesteri állásáról lemondott Richter János javára, és ezt követően csak saját operáinak előadásán tűnt fel a karmesteri emelvényen. Ezzel egy időben Erkel Sándort, aki üstdobosból korrepetitor, majd kartanító lett, karmesterré léptették elő.
A Brankovics Györgyöt – eredeti alakjában – 1874. május 20-án mutatták be a Nemzeti Színházban. Sem az előadás közönségsikere, sem a sajtó hasábjain megjelenő, áttekinthetetlen tömegű bírálat nem volt egyértelmű. Néhány alaposabb felkészültségű kritikus tanulmányától eltekintve, senki sem értette meg a mű jelentőségét. Valamennyi bírálat elismerte ugyan a kitűnő harmadik felvonás helyes drámai érzékkel adagolt, zeneileg kiválóan megoldott, színes és változatos jelenetsorát. A kritikusok egyértelműen az erkeli mű betetőzését látták ebben a műben, kiemelve a zene virtuozitását, a recitativók korszerű alkalmazását. A legtöbb bírálat a szövegkönyvet érte. Kifogásolták a témaválasztást, sőt a népies dallamok beleszövését is, ami a kritikusok szerint „zenei tarkaságot” hozott létre. Doppler Ferenc, Erkel jóbarátja, megpróbálta rávenni a neves bécsi karnagyot, Herbecket, hogy vigyék színre az operát az osztrák fővárosban is, mivel azonban Erkel nem mozdult az ügy érdekében, az ötlet hamarosan lekerült a napirendről. A hivatalos körök nem lelkesedtek a Brankovicsért. Ez természetes volt, hiszen az új opera a Dózsánál is súlyosabb bírálata volt a kiegyezésnek. A tragédia alapgondolata az, hogy egy nemzet fejedelme, uralkodója csak a nép akaratával összhangban, a nemzet érdekét az önnön érdekei ellenében is elsősorban szem előtt tartva méltó a vezetésre. Az ingadozás, hitszegés, az uralkodó önös érdekei miatt terrorizált nép, mind olyan politikai buktatók, melyen már sok kényszer-uralom elvérzett.

### Az utolsó operák
Az 1875-ös esztendő a magyar zenei élet számára igen mozgalmas volt. Richter János lemondott, és utódjául Erkel Sándort jelölték. Ebben az évben létesült a magyar zenei felsőoktatás legfontosabb intézménye, a Zeneakadémia. Felállításának gondolata már 1869-ben felmerült, Bartay Ede és Csengery Antal voltak első szószólói. 1875. november 14-én a régi Haltéren, egy szűkös bérlakásban nyílt meg az ország vezető zenei tanintézete, Országos Magyar Királyi Zeneakadémia néven. Elnökéül Liszt Ferencet, igazgatójául és rendes tanárául Erkel Ferencet nevezte ki a császári és királyi rendelet. Erkel patriarkális légkört teremtett, mind a tanárok, mind a tanítványok irányában. Ábrányi Kornél ekképpen írt róla: „Tisztelte és szerette mindenki, mert nem a fegyelmi szabályok s a hivatalos fensőbbség merev rendeleteivel, hanem a kölcsönös bizalom vonzó erejével igazgatott [...]”.
A közműveltség emelkedése szükségessé tette egy külön operaház megépítését Budapesten. Az Operaház építésére kitűzött pályázatot Ybl Miklós nyerte meg, és a munkálatok 1875 szeptemberében elkezdődtek. Az év végére felépült a kétezer személyt befogadó Népszínház. A Nemzeti Színház október 10-én tartotta az utolsó népszínmű előadást. A Népszínház vezető karmesterévé Erkel Eleket szerződtették, újabb csemegét szolgáltatva a sajtónak az Erkelek térhódításáról.
Erkel Ferenc napjait ebben az időszakban erősen lekötötte a tanítás. A színházba is ellátogatott, zsörtölődött, bírálta Sándor és Gyula fia munkáját. Szórakozást és kikapcsolódást csak a sakktábla jelentett számára. Sok esemény nem zajlott körülötte. A sajtó is abbahagyta a támadásokat. 1878. december 3-án zeneakadémiai növendékei egy ezüst koszorúval lepték meg. Zeneszerzői termése a nyugalmasabb évek alatt néhány aprómunkával gazdagodott. A gyulai római katolikus plébániatemplom fennállásának 100. évfordulójára, Göndöcs Benedek szövegére orgonakíséretes férfikart komponált, Buzgó kebellel címen. Szigligeti Ede temetésén (1878. január 21) hangzott fel először Erkel Gyászkara. 1876. május 26-án mutatta be a Népszínház Tóth Ede A tolonc című népszínművét. A kísérőzene és a hangszerelés Erkel Gyula munkája. A Késő ősznek hideg szele című népies dalbetétet Erkel Ferenc komponálta.
Az aprómunkák mellett lassan gyarapodott új operájának, a Névtelen hősöknek a partitúrája. A Dózsa György és a Brankovics György hatalmas feszültségét romantikus daljátékban, népies vígoperában vezette le Erkel, és e művében a szabadságharc névtelen katonáinak állított emléket. Az opera zenei anyaga csaknem kizárólag a népies műdal világából merít egy olyan korban, amikor ez a műfaj már alkonyát érte. Hangvétele olykor már megközelíti az igazi népdal tömörségét, formai tökéletességét.
Az opera szövegkönyvét Tóth Ede írta, de még a munka befejezése előtt elhunyt. A töredéket Ábrányi Kornél fejezte be Erkel utasításai alapján. A Névtelen hősöket 1880. november 30-án mutatta be a Nemzeti Színház. Az előadást Erkel Sándor vezényelte. Mindössze hat előadást ért meg. A kritikák kiemelték a mű magyarosságát, viszont felrótták neki, hogy a mű nem egységes, hanem inkább „olyan lánchoz hasonló, melyet számos drágakő ékesít és tesz becsessé”. Az „Erkel-műhely” igen nagy mértékben vett részt a Névtelen hősök komponálásában. Erkel csak az énekszólamokat vetette papírra, néhány harmóniai és hangszerelési utasítással, a munka többi részét fiaira bízta. A Névtelen hősök a magyar operatörténet betetőzése, lezárja a népies műdalon alapuló operát.
1884. szeptember 24-én megnyitotta kapuit a Magyar Királyi Operaház neoreneszánsz palotája. Ezzel új korszak kezdődött a magyar operajátszás történetében. Az évtizedek tervszerű nevelőmunkájával összekovácsolt operaegyüttest pompás, új hajlékában nem zavarta most már sem a prózai színészek, sem a népszínmű-részleg munkája. A megnyitó előadás egyrészt tisztelgett a nemes hagyományok előtt, másrészt a korszellemnek is hódolt, Erkel Ferenc maga vezényelte el a Hunyadi László nyitányát, majd Sándor fia a Bánk bán első felvonását és a Lohengrin egy részletét. Erkelt az Operaház örökös főzeneigazgatói címével tüntettek ki.
Még a Névtelen hősök bemutató előadása előtt felkérte az Operaház intendánsa, hogy komponáljon egy operát az új ház megnyitására. Szövegkönyvet is ajánlott, Várady Antal István királyról szóló librettóját, de Erkel más nemzeti témát is választhatott volna, ha kívánja. Erkel elolvasta Várady szövegét, meg volt vele elégedve, el is kezdte a komponálást, de minden segítség ellenére sem készült el az opera az új ház megnyitásáig. Erkel Ferenc utolsó operája igen nagy százalékban Erkel Gyula önálló munkája. A bemutató előadást 1885. március 14-én tartották az Operaházban, az öreg mestert megillető fényes külsőségek között. A kritikusok az eredetiséget és korábbi műveinek felvillanyozó magyar hatását hiányolták belőle. Ezzel ért véget operaszerzői pályafutása.

### Halála

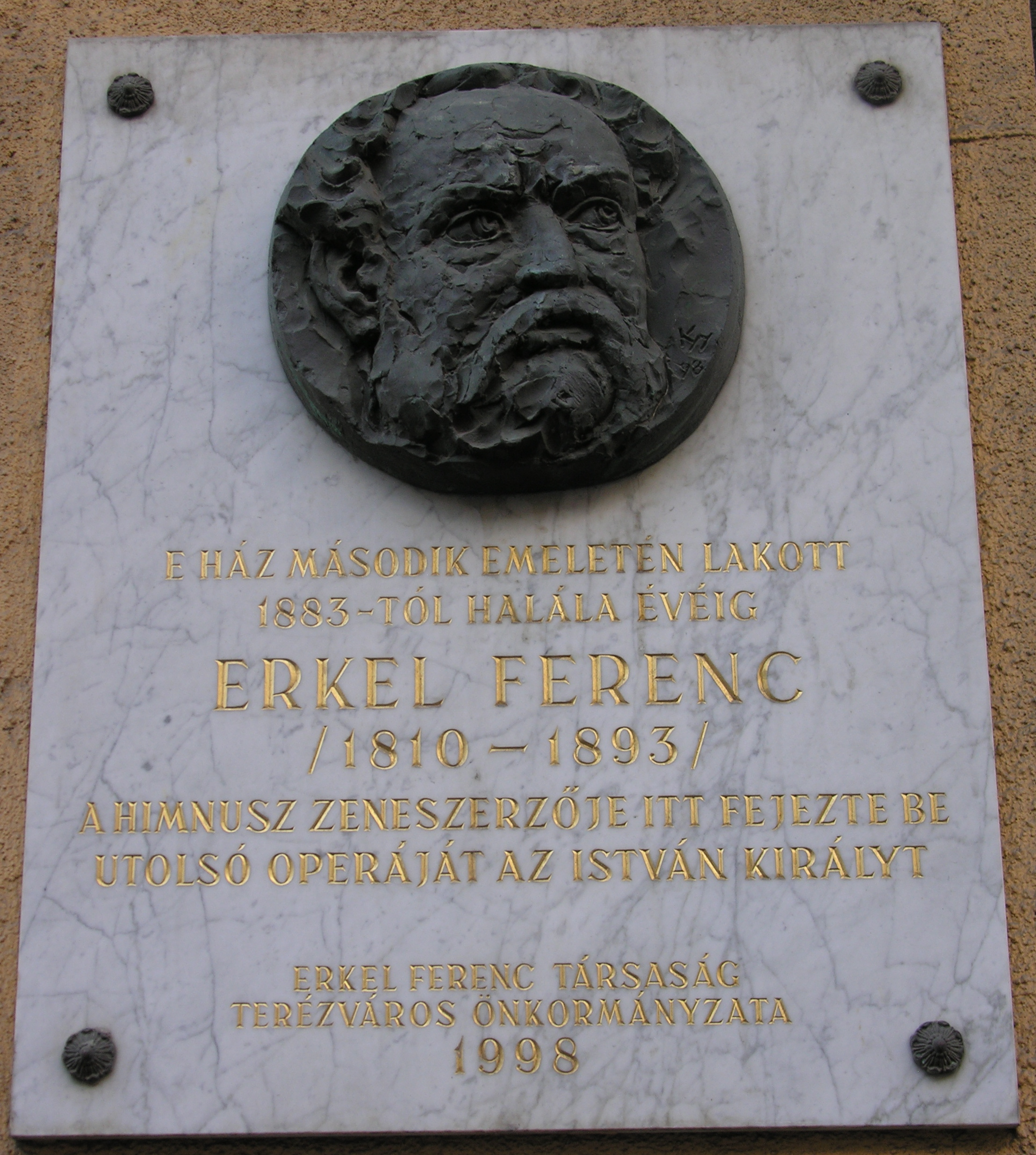
Erkel Ferenc emléktáblája utolsó lakhelyén, a Király utca 84. szám alatt. Kiss György alkotása

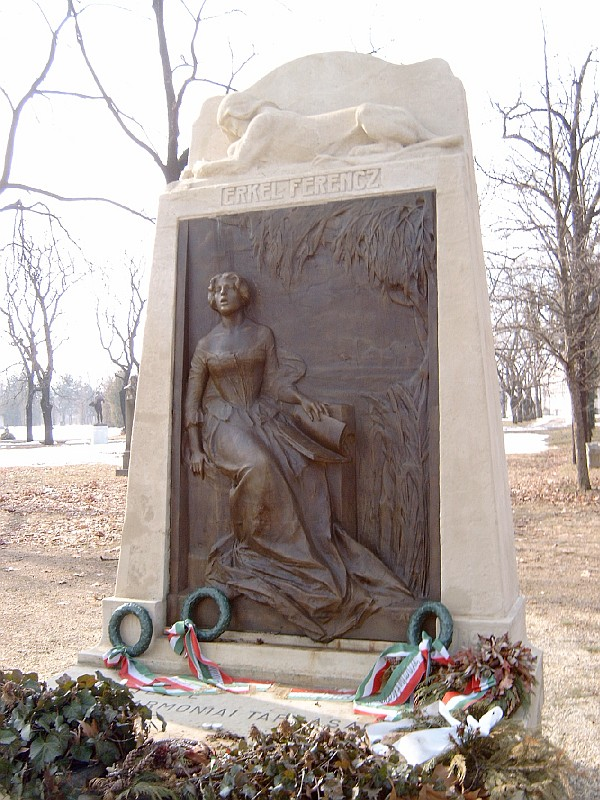
Erkel Ferenc sírja Budapesten, a Kerepesi temetőben. Kallós Ede (1866–1950) szobrászművész alkotása

Még kilenc esztendőt élt. A magas kor lassan megtörte erejét. A rendszeres munka már nagy teher volt számára. Lelkesen tanított tovább, de a Zeneakadémia igazgatásának gondjairól 1887 júliusában lemondott, majd 1888 decemberében tanári állásáról is leköszönt. 1888. december 16-án karmesteri pályafutásának ötvenesztendős jubileumát ünnepelték a Vigadó hangversenytermében. Délelőtt fél 12-kor Királyi Pál és Káldy Gyula segítségével lépett a terembe. Számos dalos egyesületből toborzott alkalmi kórus énekelte el az öreg mester Himnuszát. A sok ajándék közül említésre méltó egy arany cserkoszorú, melynek szalagjára Erkel műveinek címeit vésték. A budapesti hangszerkészítők szép, ezüstből készült, allegorikus barokk asztaldísszel lepték meg. Az ünnepi szónok Jókai Mór volt. Ő tett említést Erkel készülő operájáról Kemény János címmel, amelyből mindössze egy énekszám maradt fenn (Immetullah románca). A darabból más részlet nem került elő, nem is valószínű, hogy Erkel egyebet is komponált volna a librettóból.
Erkel Sándor 1888-ban nyugalomba vonult. Mivel az Opera zenei vezetésére belföldön nem találtak megfelelő szakembert, igazgatóul Felix Mottlt, a neves német karmestert kérték fel. Mottl – ismeretlen okok miatt – rövid két hónap után felbontotta szerződését, helyébe Gustav Mahler lépett. Erkel életrajzírója is megemlítette Mahler Erkel-ellenes magatartását, ennek némiképp ellentmond, hogy az alig 28 éves új igazgató 1889-ben felújította a Brankovics Györgyöt, 1890-ben a Bánk bánt. 1890. április 13-án – Mahler kívánságára – csupa Erkel-muzsikát játszottak Mátyás király halálának 400 esztendős jubileumi ünnepén.
Erkelre záporoztak a címek, rangok, kitüntetések. Az ország valamennyi dalárdájának tiszteletbeli tagja, 1888 decembere óta szülővárosának, Gyulának díszpolgára, 1889 februárja óta a Vaskorona-rend birtokosa. 1890. november 7-én, 80 esztendős korában adta utolsó hangversenyét a Filharmonikusokkal.
Az utolsó évek zeneszerzői terméséből kimagaslik az Ünnepi nyitány, amelyet Erkel a Nemzeti Színház fennállásának ötvenedik évfordulójára komponált, Paulay Ede igazgató felkérésére. A nyitány a jubileumi ünnepségen, 1887. szeptember 23-án hangzott el először. 1890 júniusában orvosának komponált egy Magyar Albumlapot, brácsára, zongorakísérettel, kottája azonban elveszett. Utolsó műve férfikar Petőfi verseire (Elvennélek én, csak adnának és A faluban utcahosszat). Ezt az Országos Magyar Daláregyesület 25 éves jubileumára komponálta. Erkel Sándor – most már az egyesület országos karnagya – vezényelte a kórusművet 1892. augusztus 19-én a Vigadóban megrendezett matinén. Ugyanekkor elhangzott Erkel Jókai szövegére írt Király-himnusza (a Dózsa-himnusz egy alkalmi változata).
Erkel egészségi állapota jelentősen megrendült, felhagyott kirándulásaival és gyulai látogatásaival. Lakását is csak ritkán hagyta el. Ekkortájt a Király utca 84. sz. alatt lakott (régebben a Várban, az Úri utca egy Vérmezőre néző lakásában, később a Magyar utca 1.-ben, majd a Zeneakadémia Sugár úti bérházának 2. emeletén). Az utolsó hét esztendő nyarait a Svábhegyen töltötte, a legutolsó négy évben Placht hegedűkészítő mester villájában pihente ki fáradalmait. 1893-ban a zord időjárás következtében tüdőgyulladást kapott. Ebből ugyan kigyógyult, de szervezete nagyon legyengült. 1893-ban május közepén felköltözött a hegyre. Június elején már annyira gyenge volt, hogy a kertbe sem tudott kimenni. Lajos fia ápolta és intézte ügyeit. Már nem fogadott látogatókat. Június tizedikén meghalt Elek fia, de eltitkolták előtte. Környezetét már alig ismerte fel, pedig gyermekei: Lajos, István és Mária az utolsó percig mellette voltak. Június 15-én reggel teljesen elerőtlenedett. Délután meglátogatta az orvos, és tanácsolta, hogy feküdjék ágyba. Este fél tíz óra tájban szíve megszűnt dobogni.
Halálhíre mélyen megrázta a fővárost. Nekrológok hosszú sora emlékezett meg arról, hogy ki volt és mi mindent köszönhet neki „hálátlan” nemzete. Fényes gyászpompával temették el június 18-án. Az Operaház előcsarnokában, magas emelvényen állt ezüstszínű érckoporsója. A ravatalt temérdek koszorú borította, és reggel 9-től a gyászszertartás kezdetéig tízezrek rótták le kegyeletüket a nagy magyar mester hamvai előtt. A gyászszertartás délután 3 órakor kezdődött. A ravatalnál Zichy Géza intendáns és Mihalovich Ödön, a Zeneakadémia igazgatója mondott beszédet. A Filharmonikusok zenekara a Hunyadi László gyászindulójával búcsúzott egykori alapító-karnagyától. Az Operaház énekkara gyászénekeket énekelt, köztük Erkel Gyászdalát. A hosszan húzódó gyászmenetben testületileg vettek részt mindazon egyesületek, intézmények, melyeknek munkájában Erkel valaha is közreműködött. A Kerepesi temetőben helyezték örök nyugalomra, sírjánál a Himnusszal búcsúztatták.

## Zenéje és öröksége

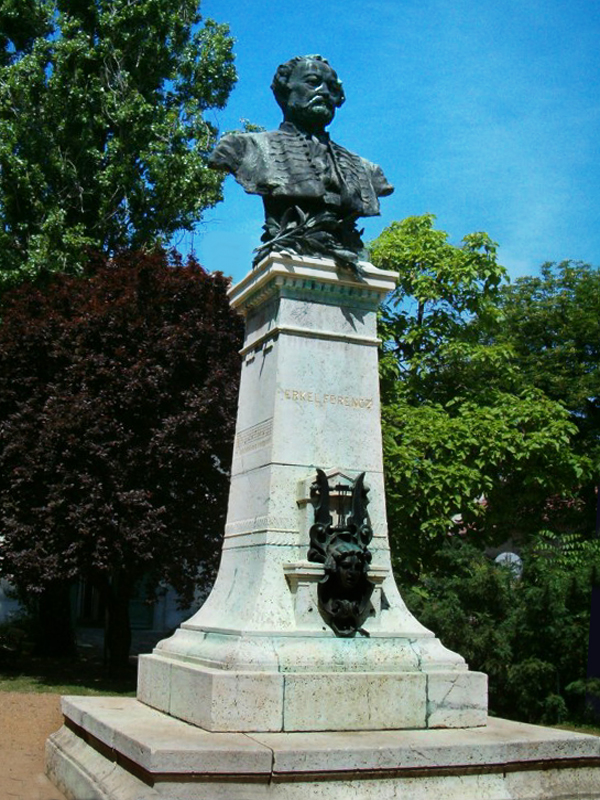
Erkel Ferenc szobra Gyulán

Erkel – mint zeneszerző – a magyar zenetörténetben azt a helyet tölti be, mint az orosz (nemzeti) zenében Glinka, a lengyelben Moniuszko, vagy a cseh muzsikában Dvořák és Smetana. Műveit a nemzeti hagyományok ápolása, a dallamkincs, a dal- és táncformák megőrzése, azok európai (elsősorban az olasz és francia, kisebb mértékben a német) stílusjegyekkel való ötvözése jellemzi (ennek egyik legismertebb példája a Hunyadi Lászlóba utólag komponált La Grange-ária). Első operaszerzői korszaka legfőképpen a kor divatos szerzői, Bellini, Auber, Hérold, Meyerbeer, majd Verdi hatását viseli magán. Későbbi kompozícióiban – szerény sikerű – kísérletet tett a wagneri szerkesztési technika meghonosítására is. Operái mellett említésre méltó az Ünnepi nyitánya, kórusművei (A magyarok istene, Magyar cantate, Magyar király-himnusz, Gyászkar, Buzgó kebellel stb.), dalai, hangszeres és zenekari darabjai (pl. a Marche hongroises), valamint a népszínművekhez és színdarabokhoz írt kísérőzenéi. Igen jelentős operaszervezői-vezetői tevékenysége is, Verdi, Donizetti, Rossini, Meyerbeer, Halévy, Auber több művét az ő irányítása idején mutatták be Magyarországon. Gyermekei közül legidősebb fia, a karmester és zeneszerző, zeneakadémiai tanár, Erkel Gyula (1842–1909), a zenetanárként működő Erkel László (1845–1896), valamint az ugyancsak zeneszerző és karmester Erkel Sándor (1846–1900) folytatta a családi hagyományokat.
Erkel azon munkálkodott, hogy egyedülálló magyar operastílust teremtsen, és ennek érdekében a magyar nyelv sajátosságait építette a recitativókba, illetve magyaros táncjeleneteket írt operáiba (csárdások és verbunkosok). A Bánk bánban a cimbalom és a citera megszólaltatása minden addiginál magyarabbá tette a művet. Kései operái soha nem érték el a Bánk bán szintjét, habár egyes zenekritikusok a Brankovics Györgyöt tekintik a zeneszerző legfőbb művének.
A zenetörténészek szerint a Hunyadi László a magyar nemzeti opera első remekműve. Míg korábbi operája, a Bátori Mária a verbunkos és népies magyar műdalokat ötvözi a hagyományos, elsősorban Bellini, Meyerbeer által képviselt stílussal, addig a Hunyadi Lászlóban már egyértelműen a magyaros stíluselemek határozzák meg a zenét. Ugyanez észlelhető a Bánk bánban is, amelyben az olaszos bel canto elemek csak néhány részletre korlátozódnak. Ebben az operában a magyar jelleget erősíti a hangszerelés és a zenekar speciális hangszerei: a citera, a cimbalom, az oboa és a viola d’amore. Dózsa György című operája azonban már szakít az Erkel-operák korábbi hagyományaival, és a szólórészletek, zárt számok helyett az együttesek és a nagy ívű kórustablók veszik át a vezető szerepet. Ez a szerkezet a következő operájában, a Brankovics Györgyben érik majd be, ott jobban megtalálva a zárt számok és a kórusok közti egyensúlyt. A Brankovicsban már megjelenik a wagneri deklamáció (énekbeszéd) és a vezérmotívum. A zene magyaros vonásai, a verbunkosra épülő jelleg háttérbe szorul.

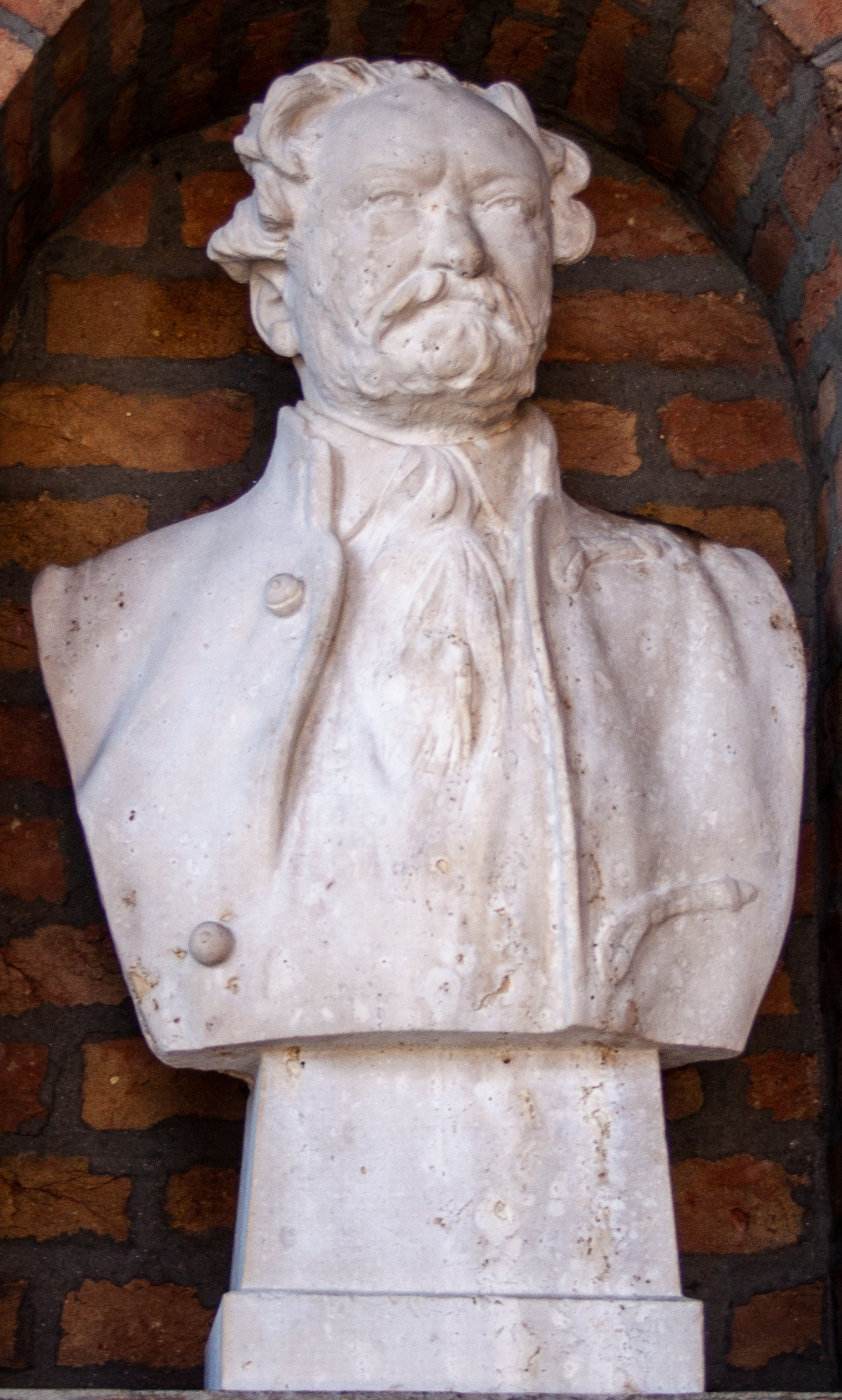
Mellszobra a szegedi Dóm téren

Emlékét Budapesten színház (a Magyar Állami Operaház Erkel Színháza), az 1952-ben alapított Erkel Ferenc-díj, továbbá számos közterület és kulturális intézmény őrzi. Gyulai szülőháza múzeumként működik. Sakkozóként is tisztelik emlékét, 1921 óta rendszeresen megrendezik az Erkel Ferenc Emlékversenyt szülővárosában, Gyulán. Keleti Márton 1952-ben filmet készített Erkel címmel a zeneszerző életéről. Születésnapja, november 7. 2013 óta a magyar opera napja.

## Művei

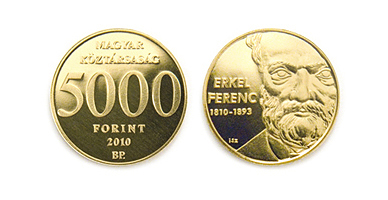
Erkel Ferenc születésének 200. évfordulójára, arany emlékérme, 2010, kibocsátó Magyar Nemzeti Bank, tervező ifjabb Szlávics László

Erkel Ferenc műveinek jegyzékét Legánÿ Dezső professzor állította össze, Erkel Ferenc művei és korabeli történetük címen (1975). Előtte Lavotta Rezső készített zeneműjegyzéket a Magyar Nemzeti Múzeum kéziratairól (1940); ennek alapján készült Major Ervin első (1947) és második (1967) katalogizálási kísérlete. Erkel műveinek jegyzékesítésével Mona Ilona is foglalkozott 1989-es művében, melynek címe Magyar zeneműkiadók és tevékenységük 1774–1867, illetve Németh Amadé Erkel Ferencről készült monográfiájában. Az alábbi listában nagy L betű és a mellette álló szám Legánÿ jegyzékének sorszámára, a zárójelbe tett nagy M betű és a mellette álló szám Major második, 1967-es jegyzékére utal.
Vokális művek
- Operák:
  - Bátori Mária, opera 2 felvonásban (1840) – L. 20. (M. 11.).
  - Hunyadi László, opera 4 felvonásban (1844) – L. 25. (M. 18.).
  - Erzsébet, opera 3 felvonásban (1857) – L. 51. (M. 42.) Csak a második felvonás Erkel műve.
  - Bánk bán, opera 3 felvonásban (1861) – L. 53. (M. 43.).
  - Sarolta, vígopera 3 felvonásban (1862) – L. 54. (M. 44.).
  - Dózsa György, opera 5 felvonásban (1867) – L. 58. (M. 46.).
  - Brankovics György, opera 4 felvonásban (1874) – L. 64. (M. 49.).
  - Névtelen hősök, opera 4 felvonásban (1880) – L. 68. (M. 53.).
  - István király, opera 4 felvonásban (1885) – L. 71. (M. 54.) Javarészt Erkel Gyula műve
  - Kemény Simon, opera 3 felvonásban (csak tervezett mű, egy énekszáma, az Immetullah románca 1887-ben jelent meg) – L. 73. (M. 59.).
- Kantáta:
  - Magyar Cantate, négy szólóhangra, vegyeskarra, zenekarra (1867)
- Karművek:
  - Litánia, zenekari kísérettel, (1822–1825) – L. 1. (M. 1.).
  - Himnusz, (1844) – L. 30. (M. 22.).
  - Köri kördal, (1844) – L. 33. (M. 25.).
  - Kar Ének Pestalozzi Emlékünnepére, vegyeskarra orgona- vagy harmóniumkísérettel, (1846) – L. 39. (M. 31.).
  - Ferenc József császárt üdvözlő ének, (1852) – L. 44. (M. 36.).
  - Gyászkar férfikarra: A halálnak éjszakája vissza őt nem adja már, (kb. 1856) – L. 50. (M. 41.).
  - Dalár-induló, férfikarra, (1872) – L. 62. (M. 48.).
  - Férfikar: Buzgó kebellel, (1875) – L. 66. (M. 51.).
  - Magyar király-himnusz, (1892) – L. 77. (M. 57.).
  - Elvennélek én, csak adnának... és A faluban utcahosszat... férfikar (1892) – L. 76. (M. 58.).
  - Jelige Erkel Ferenctől, (1875)- L. 65. (M. 50.).
  - Kiért ürítsem e pohárt... férfikar töredéke (?) – L. 60. (M. 61.).
  - Üdvözlő dal, befejezetlen férfikar (?) – L. 69. (M. 62.).
- Kísérőzenék, balettbetétek, népszínműzenék stb.:
  - Zene a Magyar Színház egy társulati rendezvényéhez (?) Tréfás színlap 1838. augusztus 9-ről Párthad a Magyar Színházban címmel. Legánÿ feltevése szerint csak plakát formájú gúnyirat (M. 5.).
  - Kegyenc, színpadi zene gr. Teleki László szomorújátékához (1841) – L. 21. (M. 15.).
  - Velencei csajkás, színmű kísérőzenéje 7 hangszerre. Major nem említi. – L. 4. 1836 előtti mű.
  - A kalandor, Ney Ferenc népszínműve, Erkel egy kétszólamú férfikart írt hozzá Enni, inni, dőzsölgetni kezdősorral – L. 27. (M. 19.).
  - Két pisztoly, Szigligeti Ede színműve Erkel Ferenc 15-dalával, illetőleg betétszámával (1844) – L. 28. (M. 20.).
  - Zsidó, Szigligeti Ede színművéhez Erkel 12 betétszámot dolgozott fel (1844) – L. 31. (M. 23.).
  - Nemesek hadnagya, Kovács Pál drámája Erkel 3 dalával (1844) – L. 32. (M. 24.).
  - Székely leány Pesten, Pajor Nina népszínműve Erkel és Huber Károly zenéjével (1855) – M. nem említi. L. 48.
  - Debreczeni rüpők, Szigligeti Ede népszínműve Erkel dalaival (1845) – L. 34. (M. 26.).
  - A rab, Szigligeti Ede színműve Doppler Ferenc nyitányával és Erkel 4 műdalfeldolgozásával (1845) – L. 37. (M. 29.).
  - Egy szekrény rejtelme, Szigligeti Ede népszínműve Erkel 12–14 betétszámával az előadásoktól függően (1846) – L. 40. (M. 32.).
  - Sakkjáték, pantomim, először Bónis Ferenc említi a Zenei lexikonban (1853) – L. 46. (M. 38.).
  - Salvator Rosa, Degré Alajos melodrámája Erkel és a Doppler-fivérek zenéjével (1855) – L. 49. (M. 40.).
- Dalok
  - Alpenunschuld (Alpesi ártatlanság), kb. 1836-ban keletkezett és egy német színmű betétszáma lehetett – L. 5. (M. 3.).
  - Ungarisches Nationallied (Magyar nemzeti dal), (1846) – L. 22. (M. 16.).
  - Szózat, Vörösmarty versének megzenésítése (1843) – L. 24. (M. 17.).
  - Auf einer Ungarhaide (Magyar pusztán), 1843-ban írta, a Sarolta című operában Gyula áriája lesz az első felvonásban Jártam messze, puszta téren kezdősorral – L. 38. (M. 30.).
  - A magyarok istene, Petőfi Sándor szövegére (1863) – L. 55. (M. 45.).
  - Albumlap Stéger Ferencnek, (1852) – L. 45. (M. 37.).
  - Késő ősznek hideg szele, dalbetét Blaha Lujza számára Tóth Ede A tolonc című népszínművéhez (1876) – L. 67. (M. 52.).
  - Ki boldog erdején a kis madár, (1870) – L. 61. (M. 61.).
  - Énekkettősök (duettek) – M. nem említi. L. 56.

Hangszeres művek

## Erkel, a sakkozó
Erkel Ferenc mind a kortársak, mind az utókor sakkírói szerint mesteri szintű játékos volt. Az 1850-es évek közepétől – először Szén Józseffel együtt, majd annak halála után két-három éven át egymaga – a magyar sakkozók rangelsője, később is a magyar sakkélet vezéralakja volt. 1859-ben visszavonult az aktív játéktól, ám a magyar sakkozók három évtizeden át családfőjüknek tekintették őt. Visszavonulása után a pesti és budai sakkélet szervezőjeként jeleskedett. Sakkozóként nem vált oly híressé, mint a kor legerősebb játékosa, Szén József levéltáros, és kevésbé sikerült a sakk-karrierje, mint Löwenthal Jakabnak, aki végül is angol színekben ért el pályája csúcsára. Erkel nagysága inkább abban rejlik, hogy ébren tartotta a sakkjáték gondolatát, és fáradhatatlan szervező munkájával újabb és újabb tehetségekre irányította a figyelmet.
Ma már nem állapítható meg, hogy kitől tanult Erkel Ferenc sakkozni. Azt azonban tudni, hogy 1836-ban, amikor a huszonhat éves muzsikus elfogadta a Pesti Városi Német Színház másodkarmesteri állását, hamarosan törzsvendége lett a híres Wurm kávéháznak, ahol többek között Szén József is játszott. Erkel Ferenc nevéhez nem fűződnek olyan látványos sikerek, mint azok nevéhez, akik legyőzték páros mérkőzésen a világ legjobb sakkozóinak tekintett franciákat. Erkel gyakran vett részt a Párizs elleni levelezési mérkőzésre javaslatot tevő bizottság tanácskozásain. Ezen az emlékezetes 1846-os Pest–Párizs mérkőzésen derült ki az elemzések során Erkel sakktehetsége. Ezen a mérkőzésen dolgozták ki a magyar sakkozók a magyar védelemnek – később budapesti megnyitásnak – nevezett eljárást.
Bár 1859-ben Bachot menesztette a császár, a sakk-kör létrehozására vonatkozó kérelmet az osztrák császári-királyi helytartósági osztály elutasította. A négy év múlva, 1863 végén benyújtott engedélyeztetési eljárás idején viszont már magyar királyi helytartó tanács a hatóság neve és még magyar ember is volt a tagjai között. Ehhez járult, hogy a Pesti Sakk-kör megalakításának befolyásos pártfogója akadt gróf Széchenyi Ödön, Széchenyi István kisebbik fia személyében. Ő adta be a folyamodványt és hozzácsatolt egy 12 pontba foglalt alapszabály-tervezetet. A köralakítás engedélye 1864 júniusában megszületett. Az első, ideiglenes választmány Erkel Ferenc elnökletével október 8-án ült össze az Európa kávéházban. Tagjai Cseresnyés István titkár, továbbá Vész János Ármin, Zaáry Zsigmond, Ginter Károly, Vidor Zsigmond, Spitzer Lipót és Capdebo István. Megtárgyalták a kívánt alapszabály-módosítást, a Pesti Sakk-kör ünnepélyes megnyitását pedig 1864. október 16-án, vasárnap délután 4 órára tűzték ki.
Az alakuló közgyűlést 1865. január 22-én, 32 tag jelenlétében tartották meg. Erkel Ferenc elnöki megnyitójában megemlékezett Szén Józsefről, mint az addigi legerősebb magyar sakkozóról, majd az ideiglenes titkár felolvasta a hatóság által kívánt módosításokkal a helytartótanácshoz felterjesztett alapszabályokat. Elnökké közfelkiáltással gróf Széchenyi Ödönt választották, Erkel Ferenc 29 szavazattal lett alelnök. Később a sakk-kör elnökévé választották, amelyet haláláig megtartott.
Játékerejére jellemző, hogy egy jól sikerült játszmájában Szént is sikerült legyőznie 1845-ben.